# الخبيصي (العين)
الخبيصي , منطقة تقع غرب مدينة العين التابعة لإمارة أبو ظبي.
حيث تقع الخبيصي بجوار استاد هزاع بن زايد، وتجاور الجيمي من الغرب والمويجعي من الجنوب. تقع منطقتان على حدودها الشرقية، وهما المرخانية والدهماء.

## عن المنطقة

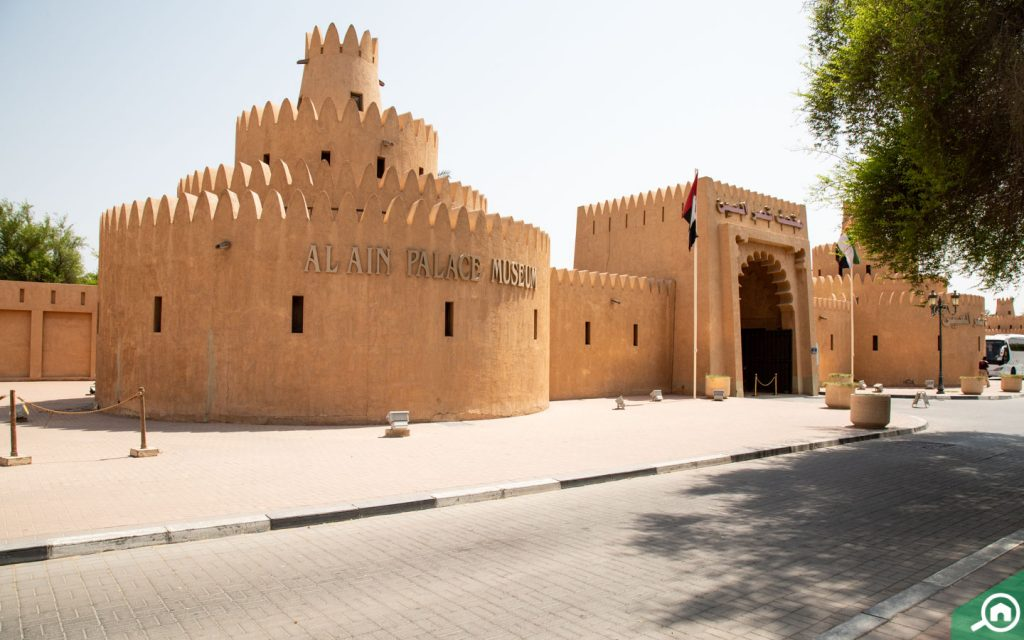
متحف قصر العين

تشتهر منطقة الخبيصي بالمساحات الخضراء الطبيعية والأجواء الهادئة. تتوفر عقارات سكنية للايجار في الخبيصي وسط شوارع غير مزدحمة تصطف على جانبيها المتاجر والمطاعم، اذ تعد المنطقة بعيدة عن صخب الحياة في المدينة وتعد مناسبة جداً للعائلات.

## المدارس و الجامعات في الخبيصي

#### جامعات و مدارس الخبيصي العين
تقع حضانة تيديز إن على بعد من 7 إلى 9 دقائق فقط من الخبيصي، وهي عبارة عن روضة وحضانة أطفال. تشمل بعض المدارس البارزة في الخبيصي مدرسة الأسرة الخاصة ومدرسة الصدارة ومدرسة شما بنت محمد الابتدائية، وتشمل الخيارات الأخرى القريبة مدرسة جيمس الدولية التي تعتمد المنهاج البريطاني ومدرسة مدار الدولية.
بالنسبة لمؤسسات التعليم العالي، فيتوفر عدد كبير من الخيارات في العين. تقع جامعة العين على بعد 12 دقيقة من الخبيصي، بينما يمكن الوصول إلى جامعة الإمارات العربية المتحدة في غضون 9 دقائق فقط بالسيارة.